# Jem
Jemma Griffiths (Penarth, 1975), é uma cantora e compositora do País de Gales, mais conhecida como Jem. Seu primeiro álbum, Finally Woken, inclui elementos de rock, eletrônica com estilo new wave e trip-hop. Juntamente com o produtor eletrônico Guy Sigsworth (Björk, Frou Frou), ela escreveu a música "Silly Me", mais tarde intitulada "Nothing Fails", que foi trabalhada mais tarde por Madonna e apareceu no seu álbum de 2003, American Life. Seu segundo álbum, Down to Earth foi lançado em 16 de Setembro de 2008.Seus irmãos Justin e Georgia tem uma banda chamada The Weapons, fizeram inclusive uma parceria com a Jem.

## Discografia

### Álbuns
- Down to Earth (2008)
- Finally Woken (2004)

### Singles
- "It's Amazing" (2008)
- "Wish I" (2005)
- "Just a Ride" (2005)
- "They" (2005)
- "24" (2003)

### EPs
- "It All Starts Here" (2003)